# Parafia Najświętszych Imion Jezusa i Maryi w Katowicach
Parafia Najświętszych Imion Jezusa i Maryi – parafia rzymskokatolicka w Załęskiej Hałdzie-Brynowie, w dekanacie Katowice Panewniki w archidiecezji katowickiej. Liczy 6.951 wiernych.
W 1945 roku mieszkańcy południowej dzielnicy Katowic-Brynowa, należącej do parafii św. Piotra i Pawła postanowili wybudować kościół. 21 października 1945 roku na zebraniu mieszkańców zawiązał się Komitet Budowy Kościoła, który na tymczasową kaplicę wytypował przedwojenną świetlicę strzelecką. Po dwóch miesiącach pracy, kaplica nadawała się do użytku liturgicznego. Przy remoncie zatrudnieni byli między innymi jeńcy wojenni skoszarowani na terenie kopalni "Wujek", którzy wykonali prace malarskie i stacje Drogi Krzyżowej. Główny ołtarz został sprowadzony z parafii Bytom - Rozbark. Tymczasowy kościół poświęcił biskup Stanisław Adamski 23 listopada 1945 roku. 
W latach 1945–1951 kościół brynowski był kościołem filialnym parafii pw. św. Piotra i Pawła w Katowicach. Dekretem biskupa Stanisława Adamskiego z 3 grudnia 1951 roku Brynów stał się samodzielną placówką duszpasterską (kuracja). Obecny istniejący Kościół Najświętszych Imion Jezusa i Maryi został zbudowany w 1957 roku przez księdza Adolfa Kocurka według projektu Karola Gierlotki, poświęcony 24 grudnia 1957 roku przez Herberta Bednorza. 
Dom katechetyczny oddano do użytku z początkiem roku szkolnego 1982/1983. Na mocy dekretu z 20 lutego 1992 roku kuracja brynowska stała się samodzielną parafią. W 1996 przy kościele dobudowano wieże, w której zawisły dzwony; św. Wojciech, św. Barbara i św. Franciszek ufundowane przez Barbarę i Wojciecha Kilarów. 
16 października 1999 roku kościół wzbogacił się o nowe organy – pierwszy instrument firmy Marcussen & Søn w Polsce. Instrument ten został skonstruowany w 1883 roku w kościele ewangelickim w Hamburgu-Steinbecku. Firma Marcussen & Søn z Aapenrade uważana jest za jedną z najlepszych w Europie, a za szczególnie cenne uważa się te instrumenty, które powstały w początkach jej działalności.

## Grupy parafialne
Przy brynowskiej parafii działają następujące grupy duszpasterstwa parafialnego: Dzieci Maryi, Ministranci, Oaza Młodzieżowa Ruchu Światło-Życie, Domowy Kościół, Grupa Młodzieży Studiującej i Pracującej, Grupa Słowa Bożego, Focolari, Żywy Różaniec, Stowarzyszenie Rodzin Katolickich, Comunione e Liberazione.